# KTM 690 SMC-R
Die KTM 690 SMC-R ist eine Supermoto des österreichischen Herstellers KTM AG.

## Modellgeschichte und technische Daten
Die Maschine besitzt einen Einzylinder-Motor mit einem Hubraum von 690 cm³, der 49 kW (67 PS) leistet. Sie war von 2012 bis 2017 im Angebot. Obwohl die Maschine 2015 und 2016 die meistverkaufte des Konzerns in Deutschland war, wurde sie 2017 aus dem Programm genommen. Restexemplare wurden noch 2017 verkauft. Ende 2018 hat KTM die Wiederaufnahme der Produktion bekanntgegeben und verkauft die SMC-R 690 mit dem Zusatz 2019 mit dem überarbeiteten Einzylindermotor mit 75 PS.
Die Maschine gilt auf Grund ihres geringen Gewichts – beim Verkaufsstart waren es lediglich 147 kg Trockengewicht – gepaart mit hoher Leistung sowie einer Anti-Hopping-Kupplung als Extremsportler unter den Supermotos mit Straßenzulassung. Sie verfügt über sehr scharfe Bremsen von Brembo. Um ihren sportlichen Charakter zu unterstreichen, kam sie bis zum Modelljahr 2014 jedoch ohne ABS in die Verkaufsräume. Auch der Lenkkopfwinkel mit 63° bei einem Nachlauf von 112 mm trug zum Sportlerimage bei. Typisch war das Format der schlauchlosen Drahtspeichenräder mit 17 Zoll der Dimension 120/70 ZR 17 (vorne) und 160/60 ZR 17 (hinten). Auffallend war die sehr hohe Anordnung des Sitzes, die auch in der Fachpresse für einen der wenigen Kritikpunkte sorgte. Die KTM 690 SMC-R besitzt einen Gitterrohrrahmen aus Chrom-Molybdän-Stahl, bei der der Motor als mittragendes Element fungiert. Die Federung übernimmt vorne eine Upside-Down Telegabel des Herstellers WP. Hinten übernimmt mittels Umlenkung ein Federbein desselben Herstellers diese Aufgabe.